# Tipula (Acutipula) pseudocockerelliana
Tipula (Acutipula) pseudocockerelliana is een tweevleugelige uit de familie langpootmuggen (Tipulidae). De soort komt voor in het Palearctisch gebied.